# Abibou Tchagnao
Abibou Tchagnao (Bafilo, 23 maggio 1975) è un ex calciatore togolese, di ruolo difensore.

## Carriera

### Nazionale
Ha debuttato in Nazionale nel 1996. Ha partecipato, con la Nazionale, alla Coppa d'Africa 1998 e alla Coppa d'Africa 2000.